# Todd Bouman
Pour les articles homonymes, voir Bouman.
(en) Statistiques sur pro-football-reference
Todd Matthew Bouman (né le 1er août 1972 à Ruthton) est un joueur américain de football américain.

## Enfance
Bouman va à la Russell-Tyler-Ruthton High School où il joue au football américain, basket-ball ainsi qu'en athlétisme. Il est parmi un des meilleurs joueurs de l'État du Minnesota en football et en basket-ball et se qualifie pour la réunion du Minnesota au saut en longueur et saut en hauteur.

## Carrière

### Université
Il entre à l'université d'État de Saint-Cloud où il fait partie des équipes de football américain et de basket-ball des Huskies.

### Professionnel
Todd Bouman n'est sélectionné par aucune équipe lors du draft de la NFL de 1997 et signe peu de temps après comme agent libre avec les Vikings du Minnesota. Bouman reste quatre saisons sur le banc et fait ses débuts en fin de saison 2001 pour remplacer Daunte Culpepper, blessé. Lors de cette même saison, il réussit vingt-et-une de ses passes sur trente-et-une pour 384 yards et quatre passes pour touchdown ; il est nommé joueur offensif de la semaine pour la National Football Conference. Il n'apparait qu'une fois lors de la saison 2002 après le retour du Culpepper.
En 2003, les Vikings échangent Bouman aux Saints de La Nouvelle-Orléans où il est pendant trois ans le remplaçant d'Aaron Brooks. Le 13 décembre 2005, la franchise de la Nouvelle-Orléans annonce que Bouman remplace Brooks pour les trois derniers matchs de la saison après une défaite contre les Falcons d'Atlanta. Bouman n'arrive pas à tirer son épingle du jeu et les Saints s'inclinent lors de leurs trois derniers matchs. Lors de la pré-saison 2006, Bouman est libéré de tout contrat en faveur de Jamie Martin qui devient le nouveau remplaçant de Drew Brees.
Le 21 novembre 2006, Bouman signe avec les Packers de Green Bay pour pallier la blessure du titulaire Aaron Rodgers. Il devient troisième quarterback mais ne joue aucun match et est libéré dès la saison achevée. Le 27 octobre 2007, il signe un contrat d'un an avec les Jaguars de Jacksonville pour être le remplaçant de Quinn Gray qui devient titulaire après la blessure de David Garrard. Toujours en 2007, il signe avec les Rams de Saint-Louis après la blessure de Marc Bulger et devient remplaçant de Gus Frerotte. Il n'est pas conservé après la saison.
Bouman revient à Jacksonville lors de la pré-saison 2008 avec qui il effectue le camp d'entrainement. Le 30 août, il n'est pas dans l'effectif final pour l'ouverture de la saison. Le 3 septembre 2008, Todd signe avec les Ravens de Baltimore après que Kyle Boller fut blessé. Le 1er novembre, il est libéré par la franchise du Maryland avant d'être rappelé quatre jours plus tard. Le 31 mars 2009, il signe un nouveau contrat avec les Ravens mais la franchise le libère après la venue de John Beck.
Le 4 mai, Todd signe pour la troisième fois avec Jacksonville mais il n'est pas conservé après l'arrivée du rookie Nathan Brown (en), non-drafté lors du draft de 2009. Le 21 septembre 2010, Bouman signe une nouvelle-fois avec les Jaguars après la blessure de Luke McCown. Un mois plus tard, il est libéré mais quatorze jours plus tard, Bouman revient pour la cinquième après que les deux quarterback des Jaguars David Garrard et Trent Edwards furent envoyés à l'infirmerie. Le 24 octobre 2010, Bouman est titularisé pour la première fois depuis cinq ans, contre les Chiefs de Kansas City, match durant lequel il réussit dix-huit passes sur trente-quatre (52,9 % de réussite) pour 222 yards ainsi que deux passes pour touchdown mais aussi deux interceptions. Le 17 décembre 2010, il signe un nouveau contrat avec Jacksonville. Le 9 août 2011, la franchise de Jacksonville lui propose une prolongation de contrat qu'il accepte après la blessure de Garrard. Il est néanmoins résilié le 29 août 2011.

## Palmarès
- Mention honorable de la conference NCC 1996
- Joueur offensif de la semaine pour la conference NFC après le match contre les Titans du Tennessee lors de la saison 2001